# Monte Zoncolan
Le Monte Zoncolan (Çoncolan en frioulan) est un sommet des Préalpes carniques dans le Nord-Est de l'Italie, en région autonome du Frioul-Vénétie Julienne. Situé en Carnie, dans la province d'Udine, il culmine à 1 750 mètres d'altitude. Au XXIe siècle, il acquiert une certaine renommée de par les arrivées d'étape du Tour d'Italie qui y sont réalisées. Il s'agit d'une des ascensions cyclistes les plus dures effectuées par le peloton cycliste professionnel.
On atteint le sommet soit par la route à partir d'Ovaro ou Sutrio, soit par le téléphérique Ravascletto-Zoncolan en hiver à partir de Ravascletto, soit à pied, en été, par le sentier nommé Gjalinar.
Du sommet, le panorama embrasse toute la Carnie : Monte Sernio, Monte Coglians, Monte Peralba, les villages de Sutrio, Naunina (Paluzza), Zovello (Ravascletto), Givigliana (Rigolato), le val Pesarina avec les Dolomites.

## Ski
Au sommet et le long des versants se trouve une étendue skiable qui est certainement la plus importante de la région Frioul-Vénétie Julienne avec environ 20 km de pistes.

## Cyclisme

Profil de la montée depuis Ovaro.

Profil de la montée depuis Sutrio.

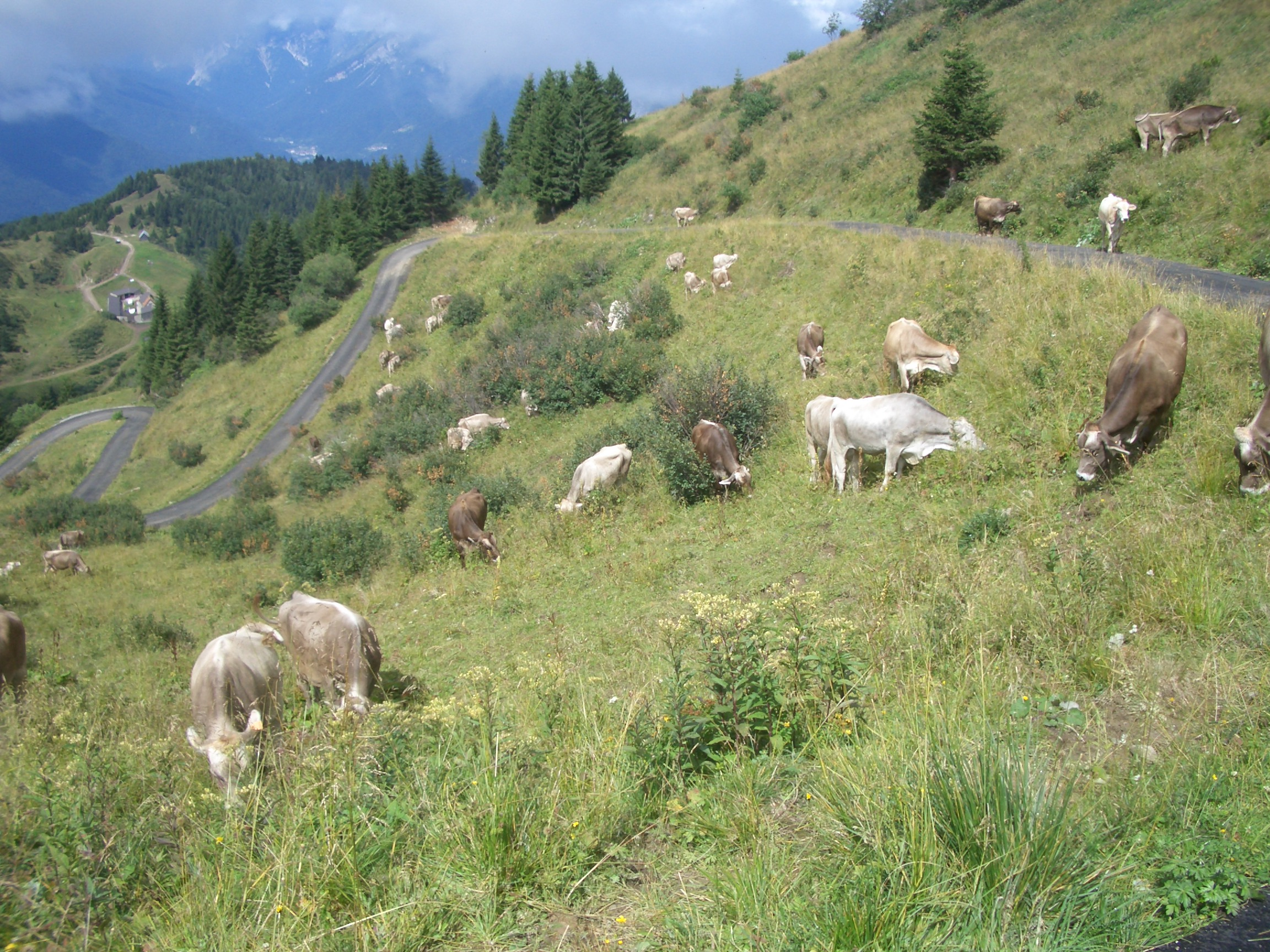
La route depuis Ovaro.

L'ascension du Monte Zoncolan est possible par trois routes :
- depuis Ovaro (ouest) : cet accès au Monte Zoncolan est considéré comme l'une des ascensions les plus difficiles du cyclisme. Seules les pentes de l'Alto de Angliru en Espagne ou du Kitzbüheler Horn en Autriche peuvent être citées à titre de comparaison. Les coureurs doivent gravir 1 210 m d'altitude sur une distance de 10,5 km. La pente moyenne est de 11,5 %, mais des valeurs maximales allant jusqu'à 22 % sont atteintes. Après que les organisateurs du Giro eurent planifié le Monte Zoncolan en 2007, la chaussée a été renouvelée et les trois tunnels avant le sommet ont été illuminés ;
- depuis Sutrio (est) : cette route de 13,5 km de long est plus facile que la précédente. Avec une pente moyenne de 8,9 %, la distance verticale est de 1 190 m. Au début de la montée, des sections plates alternent avec des rampes plus raides. Cependant, les 3,5 derniers kilomètres avant le sommet sont particulièrement difficiles : une pente de 13 % en moyenne avec un maximum de 23 % se dresse ;
- depuis Priola (est) :  c'est l'ancienne route du versant est qui a été remplacée par la celle venant de Sutrio. Les deux routes se rejoignent 4 km avant le sommet. Un total de 1 140 m de dénivelé avec une pente moyenne de 12,8 % et une pente maximale de 23 % doit être parcouru sur le parcours de 8,9 km. Ce tronçon est encore plus difficile que l'accès oriental, mais il n'est pas utilisé pour les courses cyclistes professionnelles en raison de l'étroitesse de la voie et de la protection de la route.

### Tour d'Italie masculin
Le Tour d'Italie a emprunté ce col pour la première fois en 2003, du côté de Sutrio, le moins dur. Marco Pantani, champion vieillissant, y réalise alors parmi ses derniers faits d'armes en animant une partie de l'ascension. Gilberto Simoni s'impose et conforte son maillot rose. En 2007, depuis d'Ovaro cette fois, l'Italien signe un doublé après son succès en 2003. Danilo Di Luca y a conservé son maillot rose de leader qu'il amena jusqu'à Milan. Le 23 mai 2010, le Giro emprunte ce col pour la troisième fois de son histoire. Ivan Basso s'impose pour le compte de la 15e étape, devant Cadel Evans et se replace au classement général. Ce jour-là, plus de 100 000 spectateurs se réunissent sur les pentes du Zoncolan.
Le Tour d'Italie est revenu au Zoncolan pour l'édition 2014, en tant qu'arrivée de l'avant-dernière étape, considérant l'ascension comme étant « l'enfer des cyclistes ». C'est alors Michael Rogers qui arrive premier, suivi par quelques compagnons d'échappée les uns après les autres. Pour les favoris, Nairo Quintana arrive avec son dauphin Rigoberto Urán, sécurisant son maillot rose pour la dernière étape arrivant à Trieste.
Christopher Froome s'impose sur la 14e étape du Giro 2018 avec 6 secondes d'avance sur le maillot rose Simon Yates.
| Année | Étape | Vainqueur          | Deuxième          | Maillot rose à l'issue de l'étape | Ascension depuis |
| ----- | ----- | ------------------ | ----------------- | --------------------------------- | ---------------- |
| 2003  | 12    | Gilberto Simoni    | Stefano Garzelli  | Gilberto Simoni                   | Sutrio           |
| 2007  | 17    | Gilberto Simoni    | Leonardo Piepoli  | Danilo Di Luca                    | Ovaro            |
| 2010  | 15    | Ivan Basso         | Cadel Evans       | David Arroyo                      | Ovaro            |
| 2011  | 14    | Igor Antón         | Vincenzo Nibali   | Vincenzo Nibali                   | Ovaro            |
| 2014  | 20    | Michael Rogers     | Franco Pellizotti | Nairo Quintana                    | Ovaro            |
| 2018  | 14    | Christopher Froome | Simon Yates       | Simon Yates                       | Ovaro            |
| 2021  | 14    | Lorenzo Fortunato  | Jan Tratnik       | Egan Bernal                       | Sutrio           |

### Tour d'Italie féminin
Le Monte Zoncolan a été emprunté à deux reprises par le Tour d'Italie féminin. En 1997, c'est ce dernier qui le fait connaître du grand public avec la victoire de l'Italienne Fabiana Luperini qui gagne sur ces pentes son troisième titre d'affilée.
En 2018, c'est la Néerlandaise Annemiek van Vleuten qui s'impose devant Ashleigh Moolman et qui conforte son avance au classement général en vue de la dernière étape.
| Année | Étape | Vainqueur            | Maillot rose à l'issue de l'étape | Ascension depuis |
| ----- | ----- | -------------------- | --------------------------------- | ---------------- |
| 1997  | 10    | Fabiana Luperini     | Fabiana Luperini                  | Sutrio           |
| 2018  | 9     | Annemiek van Vleuten | Annemiek van Vleuten              | Ovaro            |